# Thiska Thiel-Wehrbein

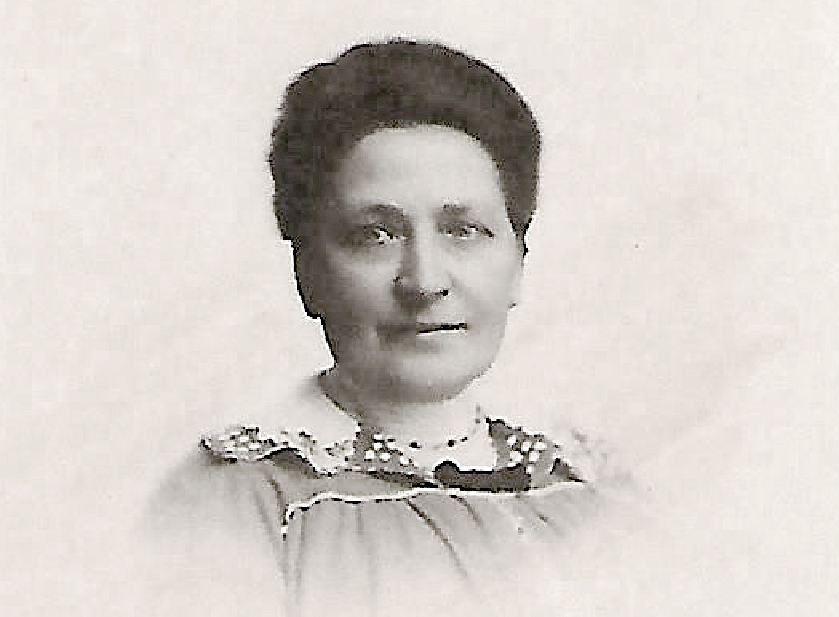
Thiska Thiel-Wehrbein

Thiska Thiel-Wehrbein (Amsterdam, 31 augustus 1866 - Haarlem, 26 september 1941) was een Nederlandse vrouwenrechtenactiviste en pacifiste. Vanaf 1917 was ze een actief spreekster voor vrouwenrechten, kinderrechten, de ontwapening van Nederland en de links-liberale “Vrijzinnig Democratische Bond” totdat ze 1924 haar activiteiten moest beperken vanwege astma.

## Levensfases

### Vóór de Eerste Wereldoorlog
Thiska Wehrbein werd in 1866 in Amsterdam geboren als dochter van de binnenvaartkapitein Arnold Wehrbein, afstammeling van Westfaalse immigranten, en zijn vrouw Ebelina Wehrbein-Bruins.
In 1889 trouwde ze in Haarlem met de 26-jarige Jan Hendrik Thiel III, die uit een onderwijzersfamilie in Wissenkerke kwam en net als zijn vader “hoofd van een school” op de huwelijksakte vermeldde, maar later in Haarlem werkte als advocaat en directeur van een bedrijf.
In 1905 richtte Thiel-Wehrbein in Haarlem de Vrouwen-Ontwikkelingsclub op, die zich ten doel stelde: “De vrouwen te organiseren om gezamenlik te streven naar verbetering van haar ekonomieseen politieke toestand, om mede te strijden in de strijd der arbeidersklasse tegen het kapitalisme, om op te komen voor haar rechten, waar zij als vrouw wordt miskend of verdrukt.” Ze leidde deze club tot minstens 1908.

### Eerste Wereldoorlog

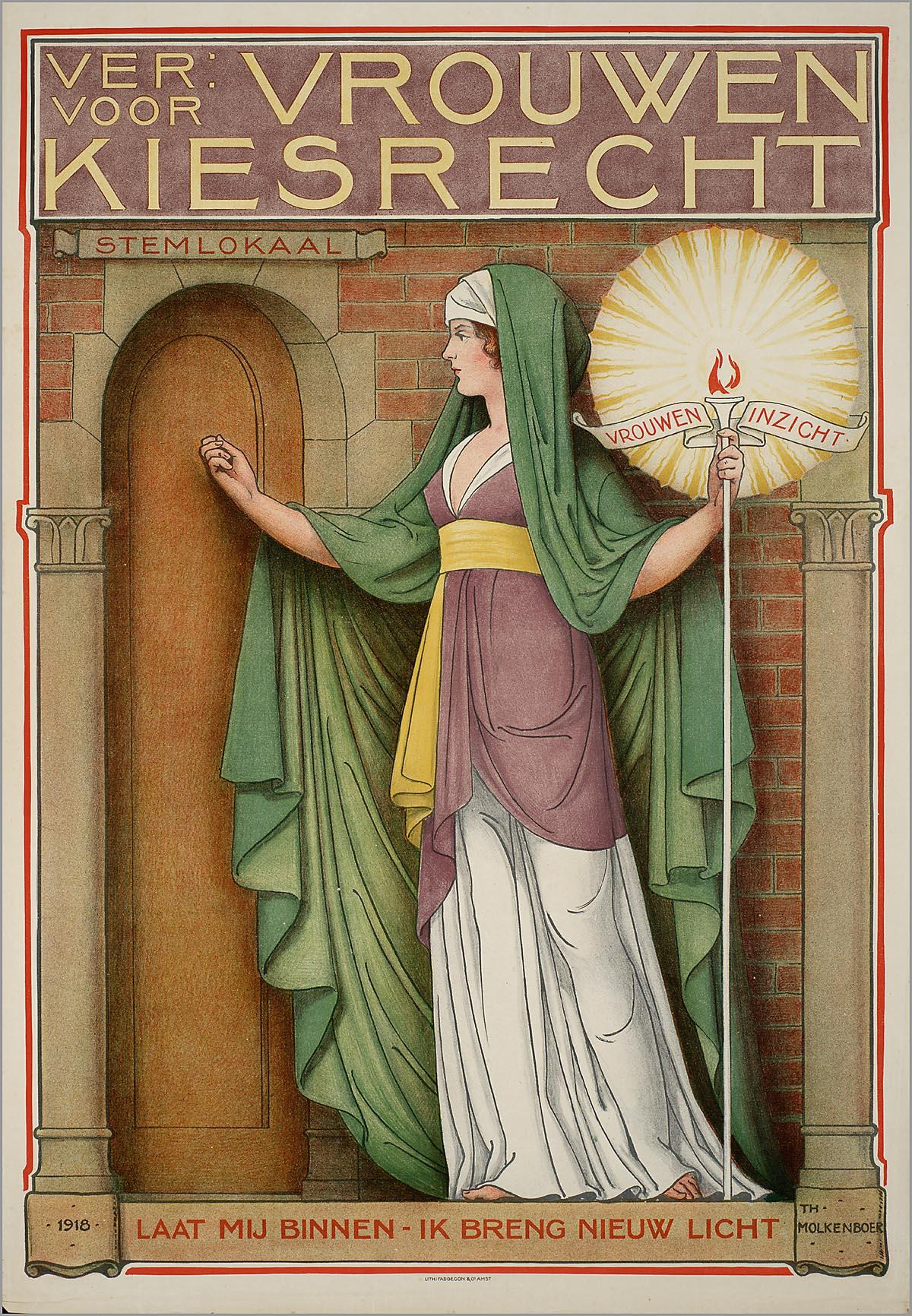
Affiche van de Vereeniging voor Vrouwenkiesrecht uit 1918

In maart 1917 wordt voor het eerst verslag gedaan van een lezing van Thiel-Wehrbein: voor de Amsterdamse Huisvrouwen Vereniging over “Het huisgezin en zijn geschiedenis”. Andere onderwerpen voor lezingen tot 1922 waren: “Het huisgezin door alle eeuwen”, „Samenwerking van de Huisvrouwen op elk gebied“ en “De Vrouw en de Stembus”. 
In september 1917 richtte Thiel-Wehrbein de Vrijzinnig Democratische Vrouwenclub in Amsterdam op en werd daar voorzitster van.
In maart 1918 werd Thiska Thiel-Wehrbein lid van het nieuwe Vrouwencomité voor voedseldistributie van het "Rijks-Centraal Administratiekantoor voor het Regelen van den Uitvoer, den Invoer en de Distributie van Levensmiddelen, land- en nijverheidsproducten."
In de zomer van 1918 werd ze als eerste vrouw benoemd in de adviescommissie van het "Rijkskantoor voor Melk en Kaas".

### Na de Eerste Wereldoorlog
In 1919 werd ze voor de Vrijzinnige Democraten gekozen in de gemeenteraad van Amsterdam. In Amsterdam was Thiska Thiel-Wehrbein het eerste vrouwelijke lid van de Commissie van Toezicht op de MO-opleiding in Haarlem, voorzitster van de Vereniging voor Vrouwenkiesrecht en de Vrijzinnig-Democratische Vrouwenclub. Ze was ook lid van de redactiecommissie van het maandblad van de Vereniging voor Vrouwenkiesrecht.

1921 zette ze zich als vrouw van een advocaat in voor de oprichting van gespecialiseerde rechters voor jeugddelinquenten, de “kinderrechters”.

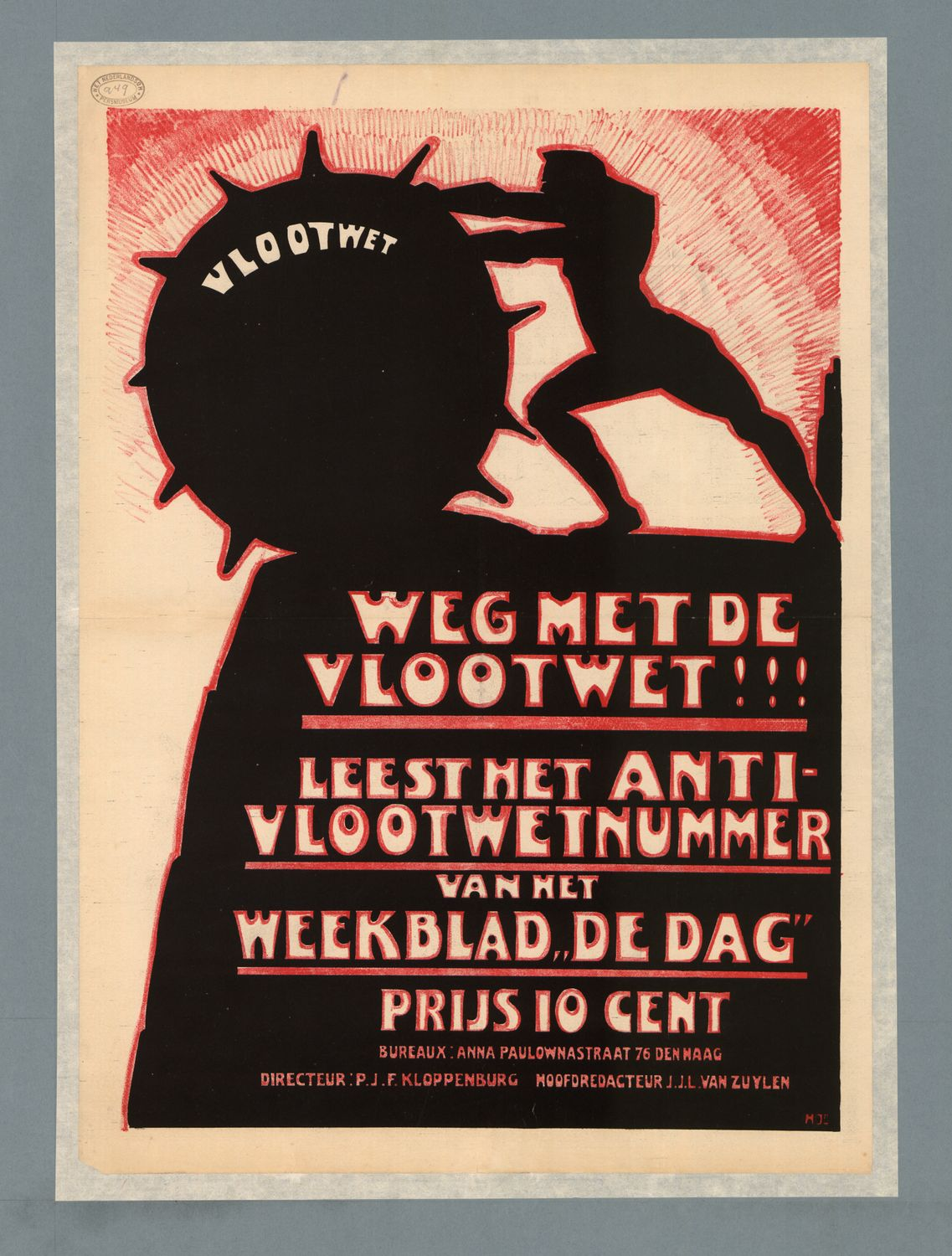
Weg met de vlootwet! poster

In 1922 zette zij zich met het door haar geleide Genootschap voor Zedelijke Volkspolitiek in voor de ontwapening van Nederland. „De gevaren, die Nederland (…) in afzienbaren tijd bedreigen, zijn betrekkelijk gering te achten, zoowel die van een directen vijandigen aanval uit annexionistische oogmerken, als die van neutraliteitsschending bij een evenueelen oorlog tusschen andere mogenheden.“ Dit was specifiek bedoeld om de geplande wet op de uitbreiding van de Nederlandse marine (Vlootwet) te voorkomen.
Eveneens in 1922 werd Thiska Thiel-Wehrbein voorzitter van de Vereeniging van Staatsburgeressen, de belangrijkste suffragette-organisatie in Nederland.
In de enige publicatie van Thiska Thiel-Wehrbein die bewaard is gebleven, “De Vrouw en de politiek”, zei ze: 
"Het kan niet anders, of de vrouwen van thans, die ‘t hart op de rechte plaats hebben, moeten gevoelen, dat ze zich niet langer de weelde mogen veroorloven, werkeloos toe te zien. Zij moeten wel beseffen, dat ook zij plichten te vervullen hebben tegenover de maatschappij, dat zij in ieder geval moeten trachten, die maatschappij tot een veiliger en gelukkiger woonoord te maken. (...) En waar de vrouwen thans in het kiesrecht het middel zullen bezitten, om directen invloed uit te oefenen op de totstandkoming der wetten, daar zullen zij, die ernstig naar verbeteringen streven, maar die kippevel krijgen bij het woord ‘politiek’ (en zulke zijn er!), die huivering moeten trachten te overwinnen en zich eerst eens op de hoogte moeten stellen van wat dat woord beduidt."
In 1923 zat ze in het bestuur van de Vrijzinnig-democratisch Vrouwenclub, die zich naar eigen zeggen bezighield met “propaganda onder de vrouwen”.
In 1924 nam ze ontslag als voorzitter van de Vereeniging van Staatsburgeressen, de vereniging die onlangs met succes campagne had gevoerd voor de invoering van vrouwenkiesrecht, vanwege “ernstige bronchitis”, maar waarschijnlijk zware astma. De redactie van de Vrijzinnig Democraat geeft commentaar: „Mevr. Thiel-Wehrbein heeft zich door haar stille goedheid, haar grote eenvoud, en onvolprezen bereidwilligheid een plaats in het hart der leden verworven.“

## Familie
Thiska Thiel-Wehrbein had vier kinderen, onder wie Johannes Hendrik Thiel, een bekende klassieke filoloog en historicus met betrekking op de oudheid, en Ebelina van Eck-Thiel, een van de eerste vrouwelijke advocaten in Nederland.

## Publicaties
- De vrouw en de politiek (Leiden, A.W. Sijthoff's Uitgeversmaatschappij, 1922)[17]

- International Standard Name Identifier: 0000 0003 9031 6262
- Nederlandse Thesaurus van Auteursnamen: 241861918
- Virtual International Authority File: 283870564